# Paranisopodus genieri
Paranisopodus genieri là một loài bọ cánh cứng trong họ Cerambycidae.